# Noul Hofburg

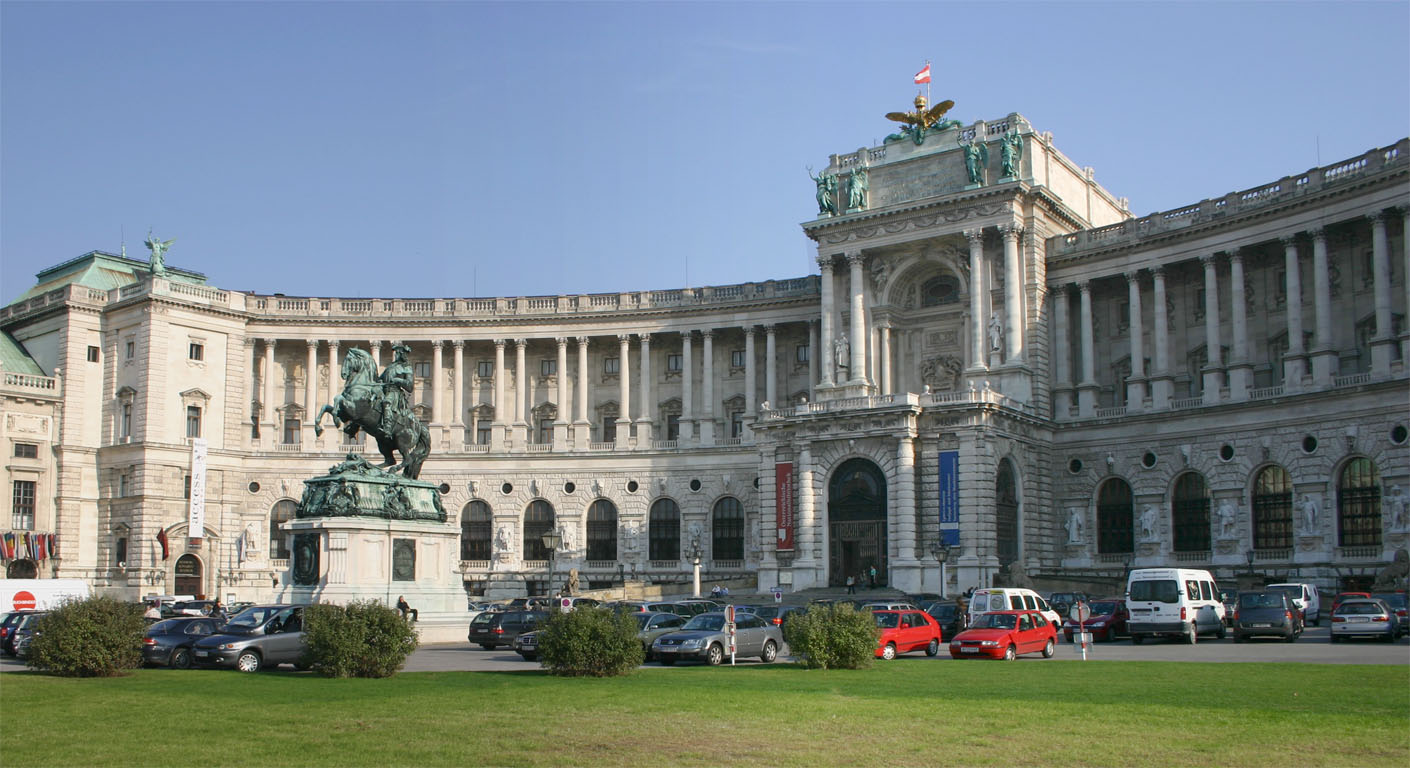
Neue Burg, aripa de sud-est a Palatului Hofburg

Noul Hofburg (în germană Neue Burg) este o aripă nouă a Palatului Hofburg din Viena și parte a monumentalului Kaiserforum, proiectat în 1869 de Gottfried Semper și Karl Freiherr von Hasenauer pentru împăratul Franz Joseph.

## Istoric

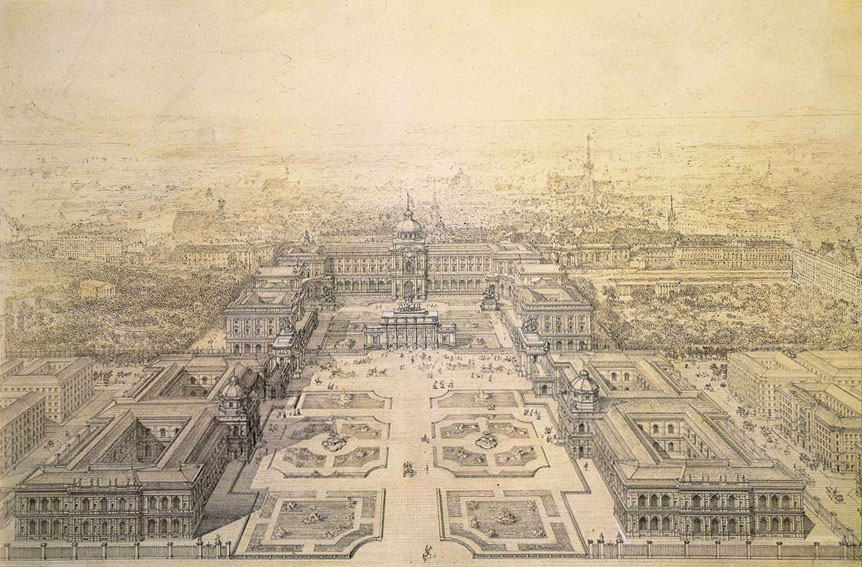
Proiectul arhitectural al Kaiserforum

După construirea începând din 1871 a celor două muzee imperiale, împăratul a aprobat construirea în 1881 a "Hofburgflügels gegen den Kaisergarten", așa cum era denumit oficial noul palat. După moartea lui Hasenauer, lucrările au fost continuate mai mult sau mai puțin reușit de discipolii săi Bruno Gruber și Otto Hofer (1894-1897) și apoi de funcționarii imperiali Emil von Förster și Julian Niedzielski (1897-1899), după care Friedrich Ohmann a fost numit în 1899 ca arhitect al Hofburgului. El a reușit să construiască, printre altele, pavilionul de sticlă din grădina castelului.
Clădirea a devenit, de asemenea, foarte scumpă din cauza condițiilor locale. Fundațiile au trebuit să fie săpate până la 25 de metri adâncime, deoarece terenul era slăbit de fostele șanțuri de apărare și de fortificațiile subterane. Aceste fundații au fost construite cu calcar poros de Leitha adus de la Winden am See.  Lucrările de lăcătușerie și fierărie au fost executate de Alexander Nehr.
După 1906 împăratul Franz Joseph l-a numit pe nepotul său și succesor desemnat la tron, arhiducele Franz Ferdinand al Austriei, ca protector al clădirii palatului, l-a înlocuit pe Ohmann cu Ludwig Baumann, care a continuat lucrările de construcție până în 1923, dar nu le-a putut finaliza.

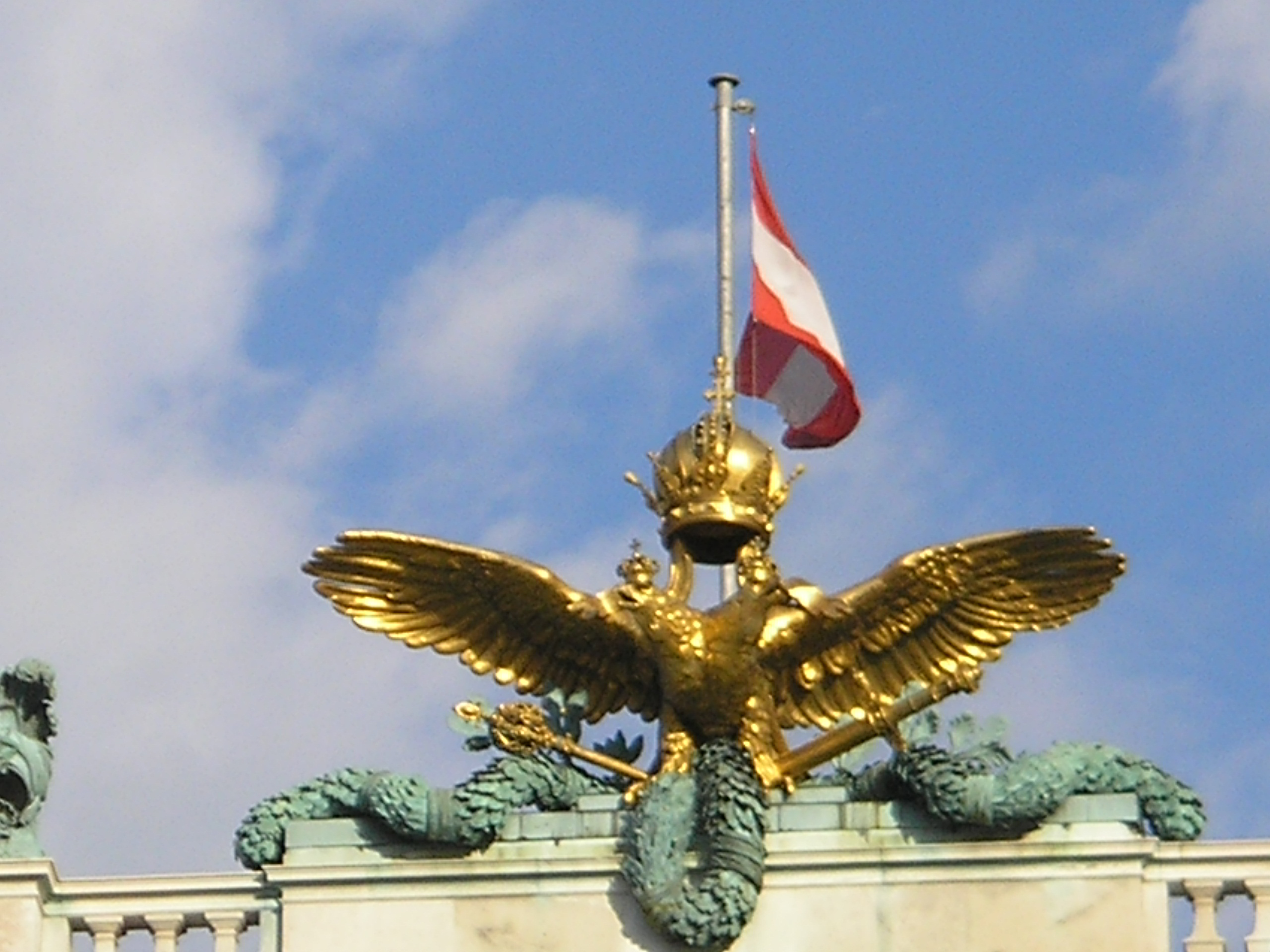
Vulturul bicefal cu coroana imperială pe acoperişul Noului Hofburg
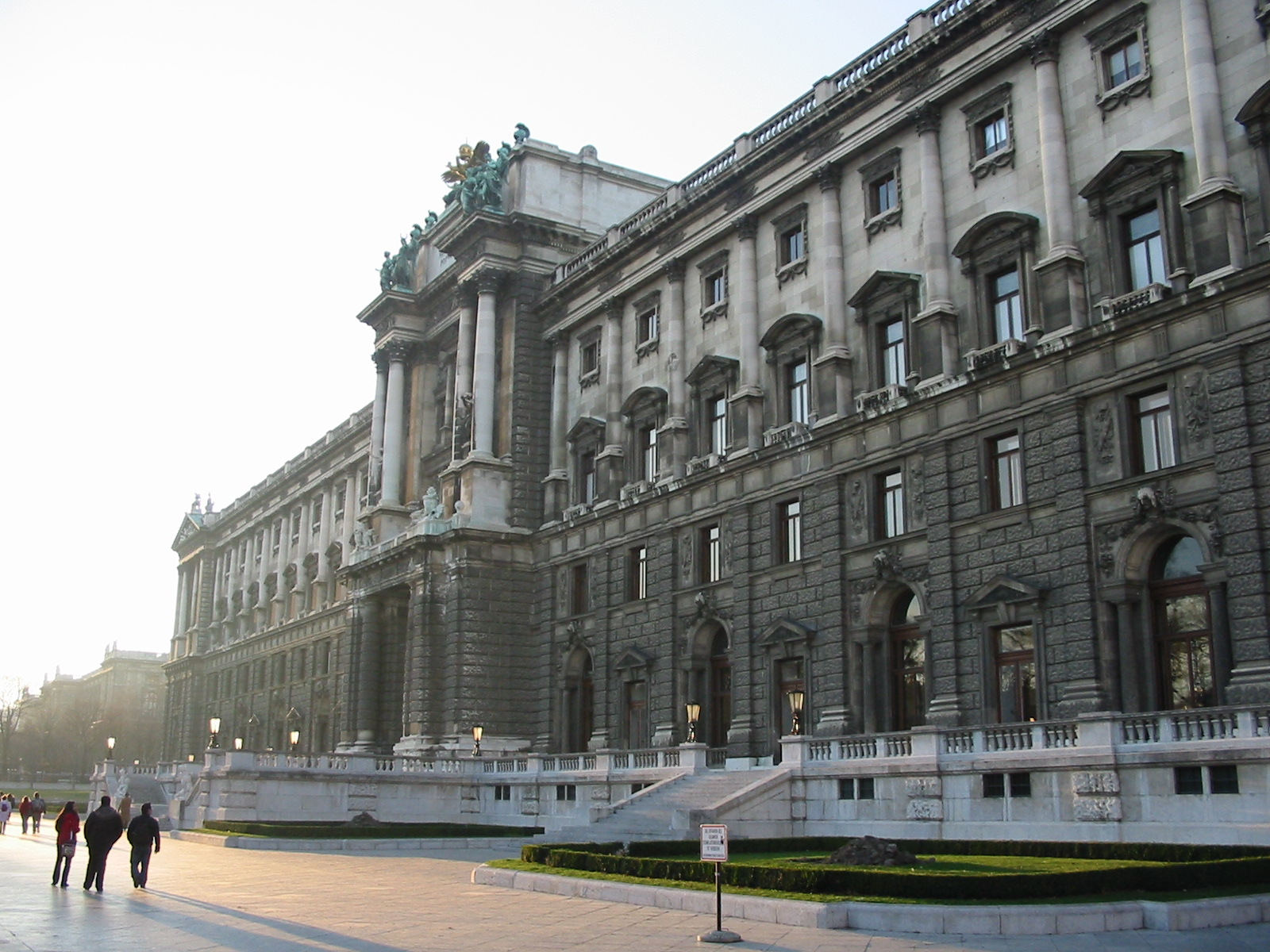
Partea din spate a Noului Hofburg văzută din grădina palatului
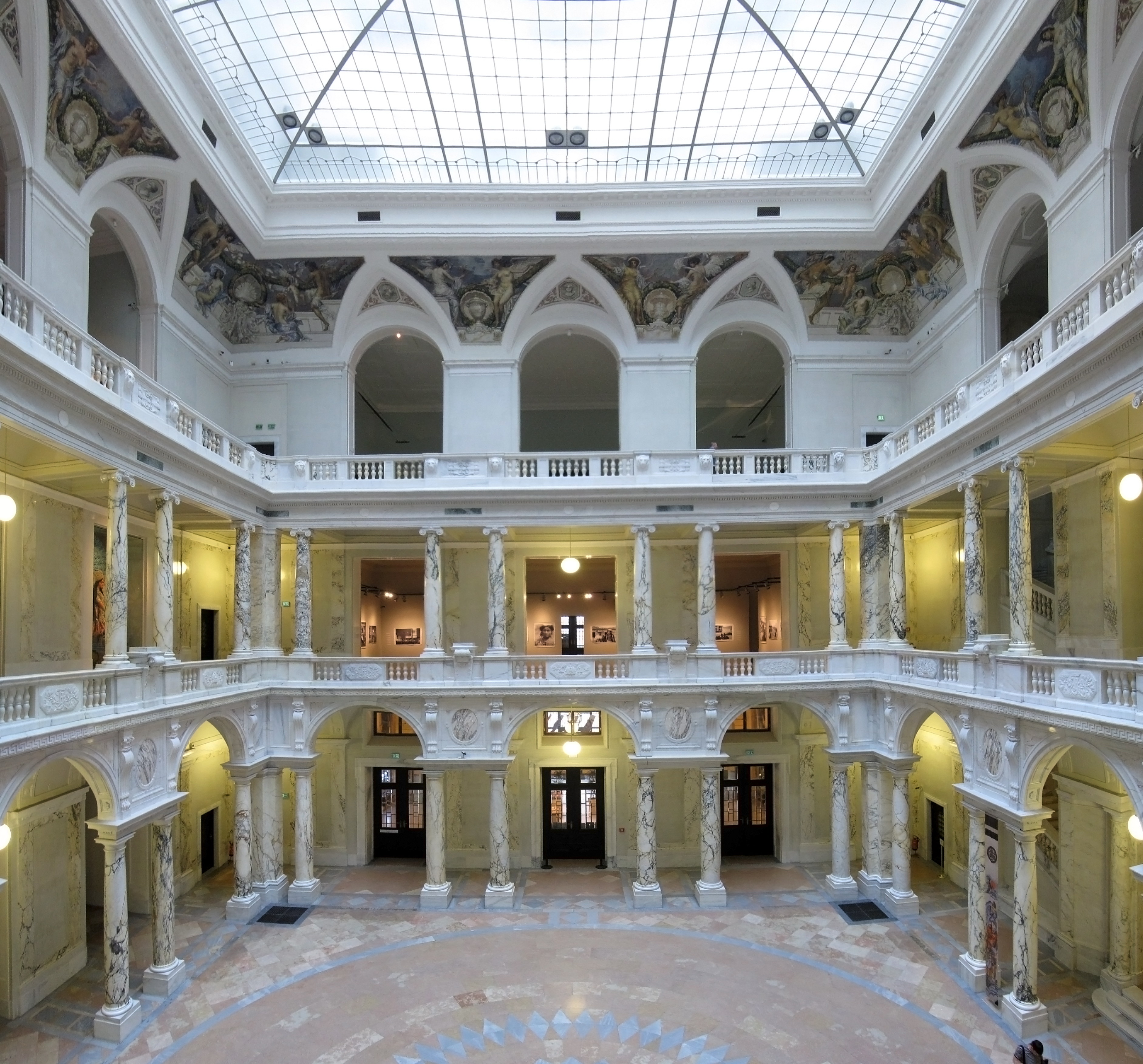
Curtea interioară

## Decorațiuni sculpturale

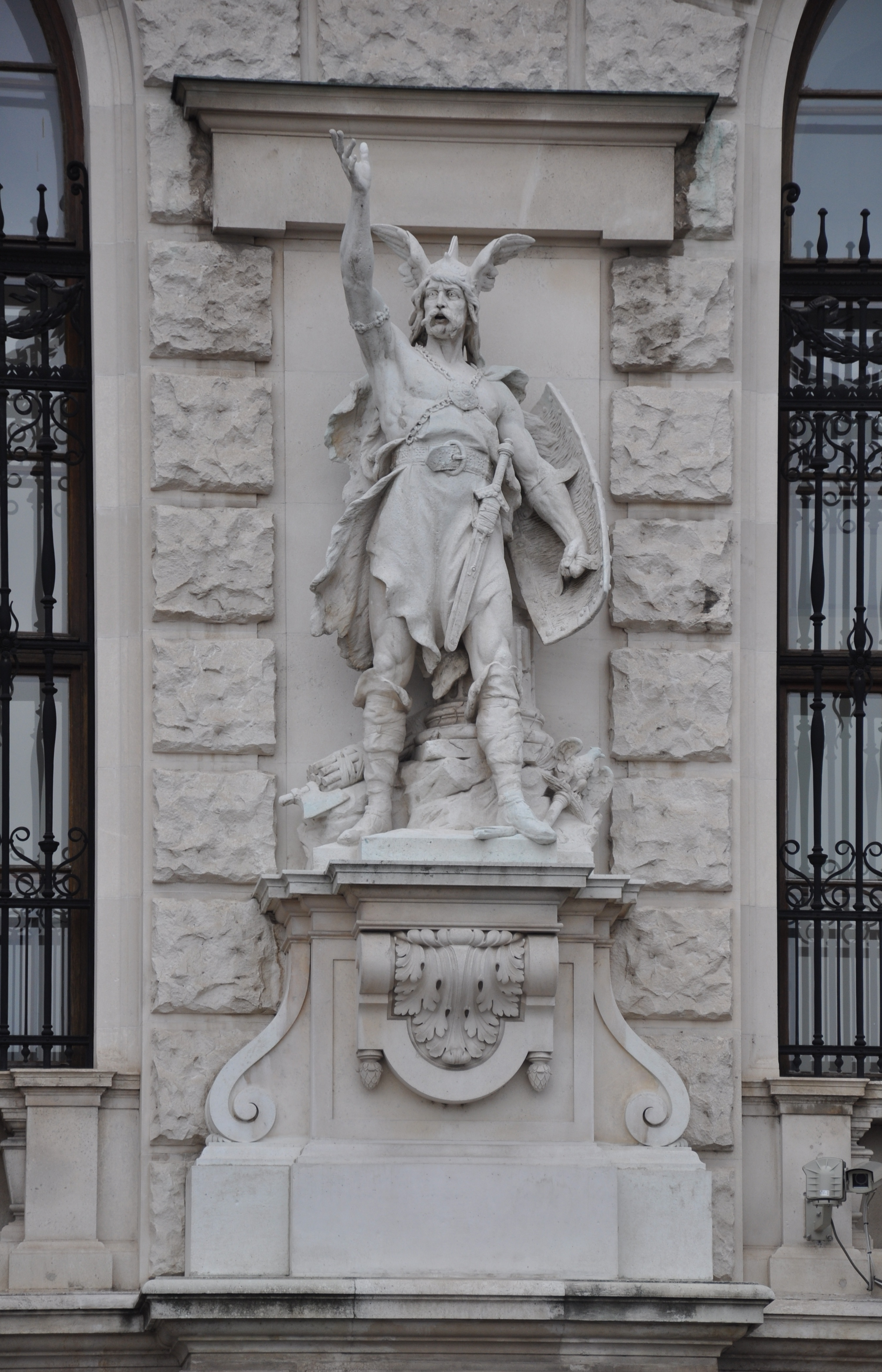
Statuia „Bajuware“ de Anton Brenek

Fațada dinspre Heldenplatz este decorată cu 20 de statui ale unor persoane importante din istoria Austriei, care au fost realizate în perioada 1895-1901, după programul imaginat de Albert Ilg (lista prezintă statuile de la stânga la dreapta):
1. Johann Scherpe: Markomanne
2. Wilhelm Seib: Römischer Soldat
3. Anton Brenek: Bajuware
4. Carl Kundmann: Glaubensbote
5. Johann Koloc: Slawe
6. Edmund von Hellmer: Fränkischer Graf
7. Rudolf Weyr: Magyare
8. Viktor Tilgner: Kreuzfahrer
9. Josef Valentin Kassin: Seefahrer
10. Stefan Schwartz: Ritter
11. Edmund Hofmann von Aspernburg: Magister
12. Hugo Haerdtl: Kaufherr
13. Emmerich Alexius Swoboda von Wikingen: Bürger
14. Werner David: Bergmann
15. Anton Schmidgruber: Landsknecht
16. Franz Koch: Wallensteinischer Soldat
17. Anton Brenek: Pole 1683
18. Richard Kauffungen: Wiener Bürger 1683
19. Anton Paul Wagner: Befreiter Bauer
20. Johann Silbernagl: Tiroler 1809

## Întrebuințare actuală
Aripa sălii de bal cu o sală de bal de aproximativ 1.000 m² aparține Centrului de conferințe de la Hofburg.
O mare parte din Noul Hofburg este utilizată de Biblioteca Națională a Austriei. Aici se află sala de lectură a bibliotecii și Muzeul papirusului și Colecția de papirusuri.
În plus, mai multe departamente ale Muzeului de Istorie a Artei sunt adăpostite în Noul Hofburg: Ephesos-Museum, Hofjagd- und Rüstkammer (una dintre cele mai importante colecții de arme din lume), Sammlung alter Musikinstrumente, arhivele muzeului și Corps de Logis a Muzeului de Etnologie.